# Målar Erik Eliasson

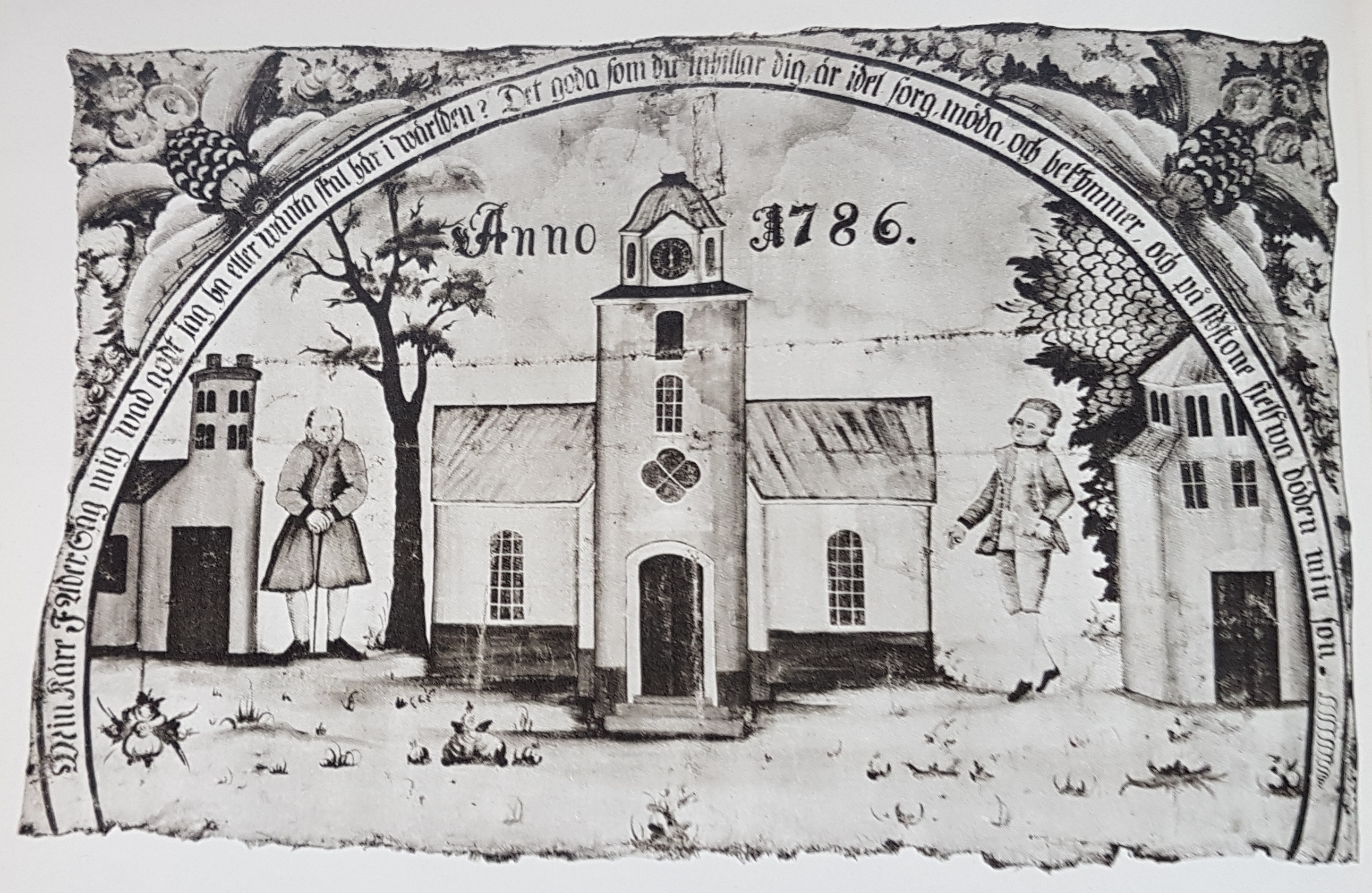
Målad bonad från Gustafs socken skapad av Målar Erik Eliasson

Målar Erik Eliasson, född 9 maj 1754 i Utanåker, Rättviks socken död där 3 april 1811, hålls som en av de främsta dalmålarna. Han är främst känd för sina vackra skåpmålerier, t.ex. Rosmålat skänkskåp med signering: »Målat af Erik Eliasson År 1780« Nordiska museet  inventarienummer 149 712, samt rosmålat skänkskåp daterat 1780 med signatur på bakstycket, Nordiska museets inventarienummer 183 342.
Eliason gifte sig 1776, och tog sig senare namnet Åkerblom. Från 1789 var han korpral vid den i Dalarna upprättade frikåren, och tog 1790 anställning vid Kungliga artilleriet i Stockholm, där han vistades fram till 1796. Under hans tid i Stockholm, levde hans familj i stor fattigdom på Målarsgården. Målar Erik Eliasson sysslade både med skåp- och kistmåleri som med tapetmåleri. Han är en av de främsta företrädarna för den utveckling som 1770-1798 förde dalmåleriet från en enkel urna med blommor till fulländat interiörmåleri.